# Roberto Castellani
Roberto Castellani (Prato, 26 luglio 1926 – Prato, 3 dicembre 2004) è stato un reduce dell'Olocausto italiano, sopravvissuto ai campi di concentramento di Mauthausen ed Ebensee.

## Biografia
Cresciuto in pieno fascismo, l'infanzia e la gioventù di Castellani furono profondamente influenzate dalle dottrine dall'ideologia fascista. Essendo balilla e dopo avanguardista il giovane Castellani fu seguace di Mussolini e delle sue idee.
Il 4 marzo 1944 fu proclamato in Toscana uno sciopero generale (nel resto dell'Italia già il primo marzo), a cui parteciparono anche gli operai tessili di Prato. A causa della sua partecipazione allo sciopero, Castellani e molti altri suoi concittadini furono arrestati tre giorni su disposizione dei tedeschi da fascisti repubblichini. Furono poi trasferiti nella fortezza di Prato e quindi alle Scuole Leopoldine a Firenze. Castellani, diciassettenne, fu uno dei più giovani tra le persone arrestate.
L'8 marzo 1944 una tradotta composta da tanti vagoni bestiame con la scritta “Operai volontari per la Germania” lasciò la stazione di Firenze verso l'Austria. A bordo del trasporto si trovarono centinaia di persone da Prato, Firenze e dai dintorni, ma anche da regioni dell'Italia settentrionale. Dopo un viaggio di tre giorni e quattro notti il treno raggiunse il campo di concentramento (KZ) di Mauthausen. Dopo la procedura di ingresso che dovette subire ogni deportato (rasatura, doccia, divise da prigioniero), seguì il trasferimento in quarantena. Da quel momento, durante la prigionia, Castellani fu contraddistinto dal triangolo rosso (prigionieri politici) e gli fu assegnato il numero di matricola 57027.
Già dopo 15 giorni Castellani e la maggioranza dei suoi compagni furono trasferiti nel campo di concentramento di Ebensee, che era stato costruito nel novembre del 1943 per realizzare la produzione sotterranea di missili intercontinentali.

### La vita nel lager di Ebensee
I prigionieri italiani registrarono il più alto tasso di mortalità nel lager, dei 955 italiani a Ebensee 512 non sopravvissero. Si aggiunse il fatto che furono non solo considerati come traditori da parte delle SS ma anche come fascisti dagli altri prigionieri poiché, come Castellani stesso osservò, "avevamo fatto la guerra a tutti".
All'inizio Castellani fu impiegato come giardiniere presso le baracche delle SS. Riuscì a nutrirsi sufficientemente dagli avanzi di cibo delle SS e dei cani da guardia e ad aiutare in questo modo anche altri prigionieri. Tuttavia la sua situazione si aggravò drammaticamente quando mancò dal lavoro per compassione di un amico malato. Un kapò lo fermò e Castellani fu subito mandato nelle gallerie, dove fu costretto a lavorare fino alla liberazione del campo.
Le condizioni nelle quali i prigionieri dovettero lavorare come schiavi dodici ore al giorno nelle gallerie furono tremende. Furono esposti non solo alle continue rappresaglie da parte delle SS, ma anche, particolarmente d'inverno, vestiti e nutriti in modo completamente insufficiente (ca. 700 calorie al giorno). Così Castellani non pesò che 28 chili al momento della liberazione del KZ di Ebensee che avvenne il 6 maggio 1945.
Un'esperienza particolare vissuta in prigionia dette nuova speranza a Castellani e fu uno dei motivi per i quali tornò a Ebensee pochi anni dopo la liberazione: durante il lavoro fuori del lager una bambina gli regalò una caramella. Nel 2004, dopo lunghe indagini, Castellani e la bambina di allora si incontrarono di nuovo.

## La vita dopo la prigionia
Dopo la liberazione Castellani tornò, assieme a tre amici in Italia a piedi, dove all'inizio fu molto difficile condurre una vita normale. Si aggiunsero i dubbi di molti pratesi che stentarono a credere alle narrazioni delle vicende accadute ad Ebensee.
Castellani sentì la necessità di ricordare le vicende vissute ad Ebensee sempre come un dovere particolare. Così tornò già nel 1948 ad Ebensee. Inoltre sviluppò un impegno politico molto forte che si espresse nella sua attività a favore di persone socialmente svantaggiate.
Negli Anni '80 trovò - accompagnato da altri superstiti e cittadini di Ebensee - alcuni oggetti di allora nelle gallerie di Ebensee, che oggi sono esposti al Museo della Deportazione a Prato.
Anche l'educazione politica, soprattutto dei giovani, fu di grande importanza per Castellani. Non solo tenne centinaia di conferenze nelle scuole di tutta la regione Toscana, ma accompagnò anche tantissimi gruppi di studenti ai musei-memoriali di Mauthausen ed Ebensee.
Dopo breve e grave malattia Castellani mancò il 3 dicembre 2004 a Prato.

## Il gemellaggio fra Prato ed Ebensee
Un'eredità lasciata da Castellani è la fondazione del gemellaggio fra i due comuni di Prato ed Ebensee. Per anni si impegnò per questo rapporto tra le due città, che fu siglato con un patto di gemellaggio nel 1987.
Nella sua funzione di presidente dell'ANED Prato (Associazione nazionale ex-deportati politici nei campi nazisti) Castellani ebbe parte determinante nella fondazione del Museo della Deportazione di Prato. Inoltre il comune di Ebensee gli conferì la cittadinanza onoraria e istituì una lapide commemorativa al cimitero del KZ di Ebensee.

## Cinematografia
- Luci nel buio, scritto e diretto da Gabriele Cecconi, 2003